# 19461 Файнґолд
19461 Файнґолд (19461 Feingold) — астероїд головного поясу, відкритий 18 квітня 1998 року.
Тіссеранів параметр щодо Юпітера — 3,433.